# Centro Cristiano de Guayaquil
Centro Cristiano de Guayaquil är en evangelisk kyrka i Guayaquil, Ecuador och den största kristna församlingen i staden.